# Überlingen
Überlingen (pronunciación en alemán: /ˈyːbɐˌlɪŋən/ⓘ) es una localidad alemana del estado federado de Baden-Wurtemberg situada en la orilla norte del lago de Constanza (Bodensee). Después de la ciudad de Friedrichshafen, es la segunda ciudad más grande del distrito del lago de Constanza, y un punto central de las comunidades de la periferia. Desde el 1 de enero de 1993, Überlingen ha sido incluida en la categoría de gran ciudad de distrito (Große Kreisstadt).  

## Historia
La historia de Überlingen se remonta a la época de los romanos, pero hay toda una variedad de asentamientos que datan de la época anterior a la ocupación romana, la cultura de Hallstatt. Las tierras alpinas en la meseta suiza oriental fueron invadidas por las tropas del emperador romano Augusto (31 a. C.-14 d. C.), quien estableció el poder de los romanos desde los Alpes hasta el Danubio, a través de los esfuerzos de los hijastros de Augusto Druso y Tiberio. La región del lago de Constanza, como provincia romana administrada desde Augusta Vindelicorum, actualmente Augsburgo, fue gobernada por un oficial de finanzas (Procurator) bajo el mando de Tiberio. La carretera desde Stockach hasta Überlingen, y luego a lo largo de la orilla del lago a Uhldingen y hacia Friedrichshafen, y la vía de ferrocarril de este a oeste, generalmente siguen el sendero de la antigua calzada romana.
Conforme el poder de Roma se atenuaba en la región, los francos, en particular Clodoveo I (482-511), y los godos, en especial Teodorico (471-527), lucharon por dominar la región. A lo largo de este período, los duques alamanes mantuvieron su sede principal en Überlingen. La Überlingen alamana es mencionada por vez primera en el año 773 como Iburinga. Antes de eso, probablemente fue conocida como Gunzoburg (641), la sede del duque alamán o suavo Gunzo. La sede probable de la villa de Gunzo ha sido identificada en el cuadrante noroccidental de la ciudad, justo fuera del actual foso interno.
En la Edad Media, los duques alamanes estuvieron bien conectados con otras familias de toda Europa. En el siglo X Linzgau fue invadida por los húngaros, y las posteriores batallas casi arruinaron a las familias de la región.  En el siglo XII, la región se convirtió en el centro del Sacro Imperio Romano Germánico, pues la familia Hohenstaufen provenía de Suabia. Fue el principio de la época de florecimiento de Überlingen. Muchos documentos del período se han perdido, posiblemente en el incendio de la ciudad en 1279, pero una gran parte pueden ser extrapolados. No se conoce la fecha exacta en la que la ciudad recibió sus derechos a celebrar ferias, pero probablemente fue entre 1180 y 1191; los mapas que muestran la carretera comercial desde Stockach a Buchhorn muestran la ciudad de Überlingen en tamaño comparable; para el año 1226 Überlingen tenía un cementerio judío, y esto lleva a la conclusión de que la ciudad tuvo un mercado desde mucho tiempo antes, así que se supone que el emperador Federico Barbarroja instauró el mercado a finales de su régimen.
A finales del siglo XIV la ciudad recibió el estatus de Ciudad Imperial Libre. En 1547, el emperador Carlos V amplió los derechos comerciales de la ciudad para prohibir cualquier tipo de comercio de cereal o sal dentro de dos millas germánicas de la ciudad (aproximadamente equivalentes a 10 millas inglesas).
La ciudad floreció en los siglos XIII a XVI principalmente debido a la extensión del cultivo de la vid en las laderas meridionales del Lago de Constanza y su sano clima, que dio lugar a una provechosa industria de spital (hospital). La riqueza de la ciudad favoreció la construcción de un impresionante edificio: la catedral de San Nicolás a finales del siglo XV, un ayuntamiento a finales del siglo XV, e impresionantes residencias para la familia de los médicos del hospital.
En la guerra de los Treinta Años, la ciudad fue asediada, sin poder tomarla, por soldados suecos y sus aliados sajones en 1632 y 1634. En 1803 perdió su estatus de ciudad libre imperial y quedó anexionada al Ducado de Baden hasta el año 1918. En este período cobró auge la ciudad como un balneario por sus aguas minerales. En 1918, con la Revolución Alemana y la abdicación del káiser, Überlingen pasó a formar parte de la República del Estado Libre de Baden. Durante el nacionalsocialismo se creó un campo anejo del campo de concentración de Dachau en Überlingen, KZ Aufkirch.
En 1972, Überlingen se convirtió en la primera ciudad de la RFA que creó un impuesto sobre las segundas viviendas, que fue conocido como el modelo Überlingen. Con la reforma administrativa de 1973, Überlingen pasó a ser la sede del distrito de Überlingen, en la región del lago de Constanza. En 1990, la población de la ciudad superaba los 20.000 habitantes y las autoridades solicitaron el estatus de gran sede, que fue concedida en enero de 1993. La ciudad recibió atención internacional cuando se produjo un accidente aéreo en julio de 2002 (véase Accidente del Lago de Constanza).

## Sobre LaColisión aérea de Überlingen en 2002
accidente del Lago de Constanza o colisión aérea en Überlingen del 1 de julio de 2002 fue un accidente aéreo que tuvo lugar en el Alemania y Suiza, cuando dos aviones, uno de pasajeros y otro de carga, identificados como los vuelos 2937 de Bashkirian Airlines y 611 de DHL, chocaron en pleno vuelo aproximadamente a las 23:35 horas (GMT) sobre la localidad alemana de Überlingen, causando la total pérdida de vidas de los pasajeros y tripulación
De acuerdo con la investigación llevada por la Bundesstelle für Flugunfalluntersuchung de Alemania, el accidente se produjo por sobrecarga de trabajo del controlador aéreo de Skyguide, las instrucciones contradictorias entre el controlador y el TCAS equipado en los aviones, lo que produjo la confusión en la tripulación del vuelo de Bashkirian Airlines.
El accidente ocurrió a las 23:35:31 (GMT) sobre la ciudad de Überlingen, en las cercanías de la frontera de Alemania y Suiza (47°46′42″N 9°10′26″E / 47.77833, 9.17389).
Los aviones involucrados en el accidente hicieron descensos previos al choque, debido a las advertencias de descenso provenían de diversas fuentes: mientras el avión de Bashkirian Airlines tenía una orden enviada por el controlador en tierra de descender de su nivel de vuelo FL360 (11 000 metros) a FL350 (10 700 metros aprox), el vuelo de DHL recibió la orden del sistema TCAS de hacer el mismo descenso al mismo nivel de vuelo.
El impacto de la aeronave fue perpendicular, siendo el avión más dañado el Tupolev, ya que el impacto de la cola y el timón del Boeing 757 hizo que se partiera en la unión alar (zona central del avión), explotando casi inmediatamente en el aire y cayendo trozos del avión a varios cientos de metros desde el punto de colisión; por su parte, el Boeing 757 resultó menos dañado, pudiendo continuar en el aire por dos minutos más hasta que se precipitó a tierra.
De acuerdo a las grabaciones recuperadas de la CVR del avión de Bashkirian Airlines, el avión ruso logró notar la presencia del avión de carga tan solo 8 segundos antes de la colisión, evitando una colisión total entre ambos aviones, pero no fue suficiente tiempo para cambiar la altitud necesaria para salvar ambas naves.